# Ideoblothrus levipalpus
Ideoblothrus levipalpus är en spindeldjursart som beskrevs av Volker Mahnert 1985. Ideoblothrus levipalpus ingår i släktet Ideoblothrus och familjen spinnklokrypare. Inga underarter finns listade i Catalogue of Life.